# Alcis granitaria
Alcis granitaria är en fjärilsart som beskrevs av Moore 1888. Alcis granitaria ingår i släktet Alcis och familjen mätare. Inga underarter finns listade i Catalogue of Life.